# Dorfkirche Wohlmuthausen

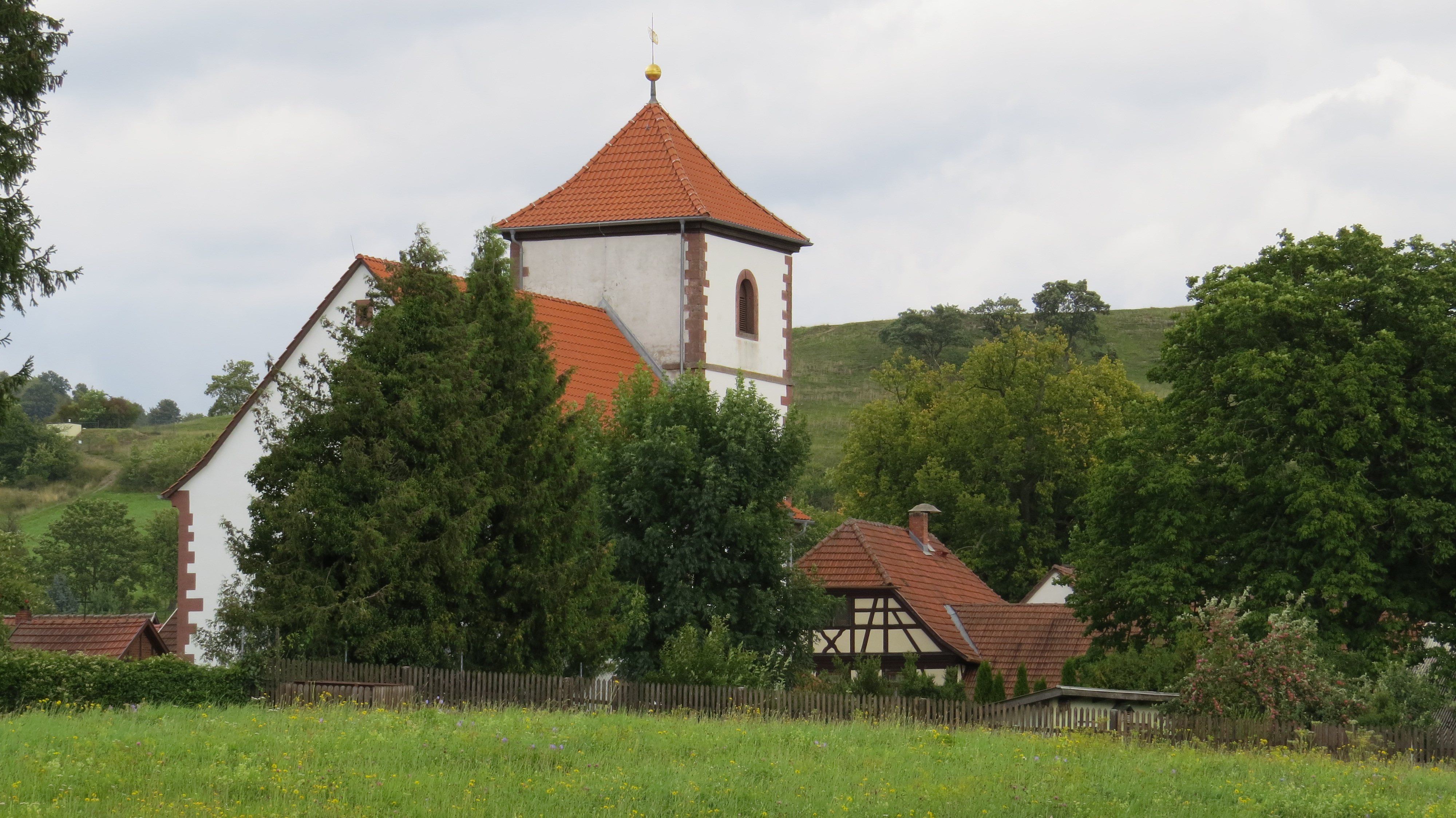
Dorfkirche Wohlmuthausen

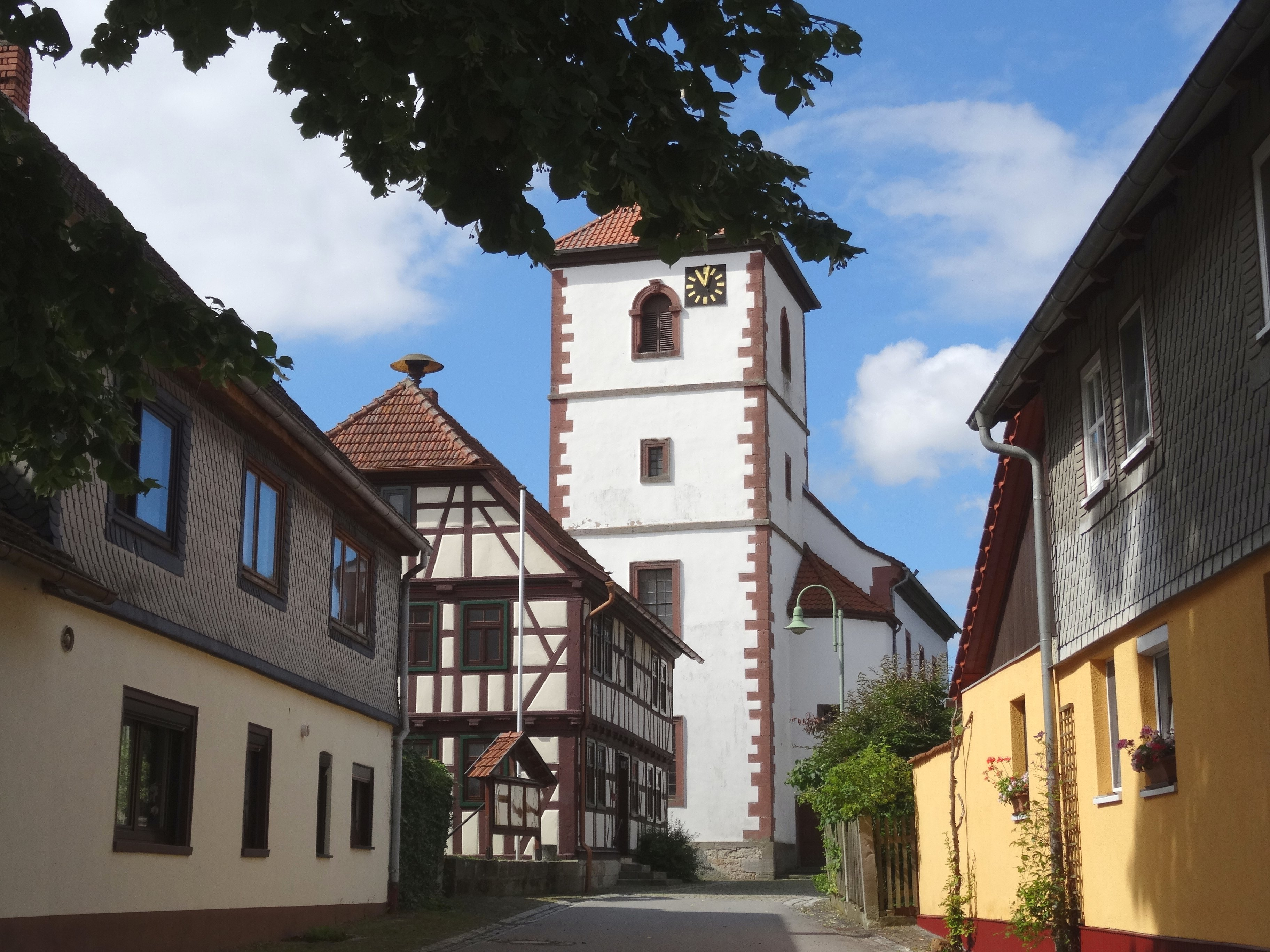
Turm

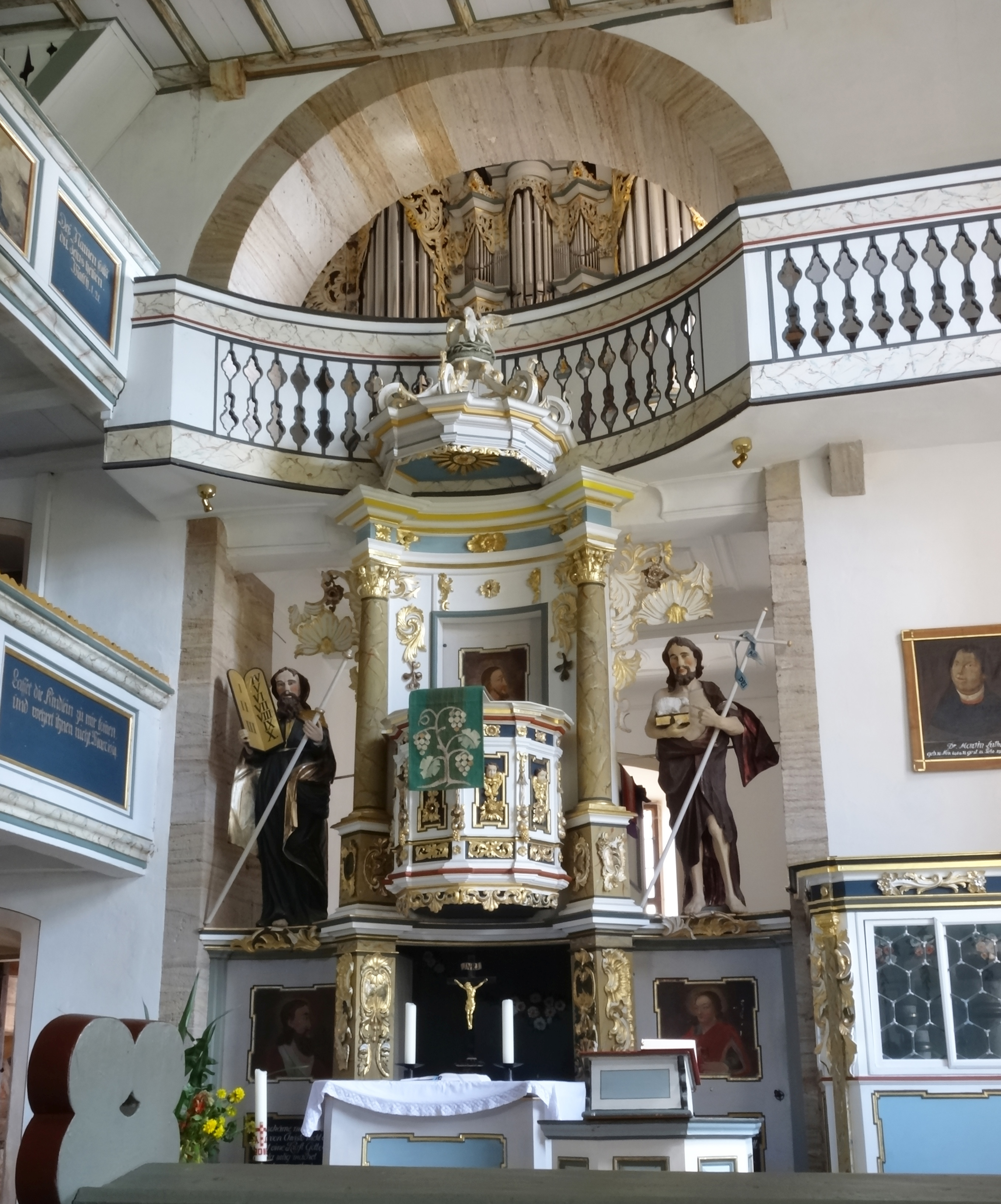
Altar

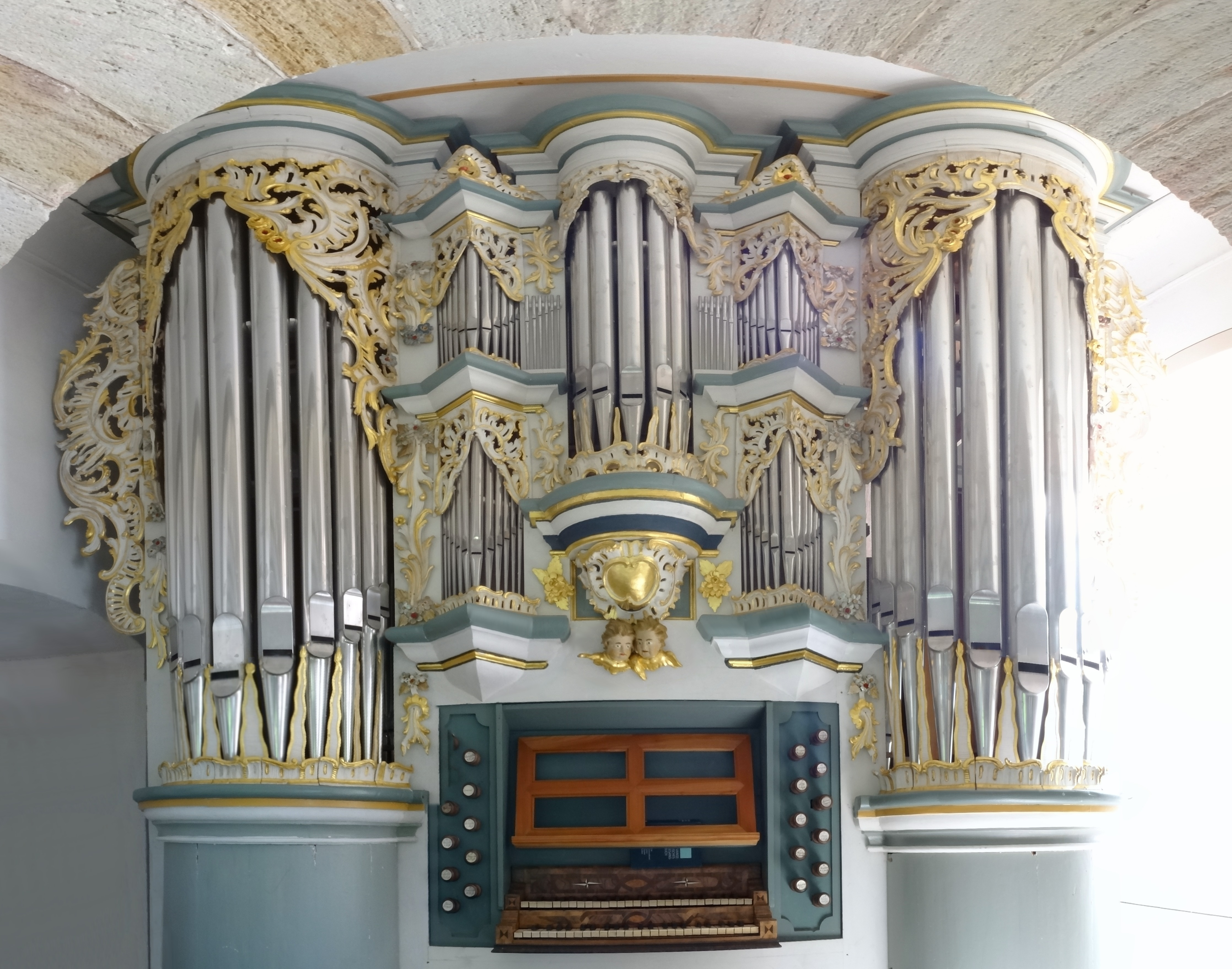
Orgel

Die evangelische Dorfkirche Wohlmuthausen ist eine barockisierte Saalkirche im Ortsteil Wohlmuthausen der Gemeinde Rhönblick im Landkreis Schmalkalden-Meiningen in Thüringen. Sie gehört zum Pfarrbereich Stepfershausen im Kirchenkreis Meiningen der Evangelischen Kirche in Mitteldeutschland.

## Geschichte und Architektur
Nach dem Brand eines Vorgängerbauwerks wurde die heutige Kirche ab 1730 als Chorturmkirche mit einem rechteckigen Schiff und einem eingezogenen Chor mit Turm sowie einer Sakristei und einem polygonalen Treppenturm erbaut. Der mit Zeltdach abgeschlossene Turm über quadratischem Grundriss ist für die Region insgesamt als untypisch einzuschätzen. Die an drei Seiten das Schiff einfassende Doppelempore des Schiffs wird noch auf das 17. Jahrhundert zurückgeführt und mit dem Datum 1655 auf der Wetterfahne in Verbindung gebracht. Auf den Brüstungsfeldern sind Szenen aus dem Leben Christi mit Bibelsprüchen gemalt. Im Jahr 1993 wurde das Bauwerk restauriert.

## Ausstattung
Der Kanzelaltar im Chorbogen und die darüberliegende Orgelempore sind mit rustikalem Schnitzwerk verziert. Seitlich der von Säulen flankierten Kanzel sind lebensgroße Holzfiguren von Johannes dem Täufer und Moses angebracht. Zwei Türen beiderseits des Altars erlauben den Umgang während des Abendmahls. Die Fassung aus der Bauzeit stammt nach einer Inschrift von V. Herberth.
Die Orgel ist ein Werk von Johann Caspar Rommel aus dem Jahr 1765/1766 mit 18 Registern auf zwei Manualen und Pedal. Sie wurde nach 1990 durch Thilo Viehrig aus Kaulsdorf restauriert. Die Stimmtonhöhe beträgt 492 Hz.
Von den 672 Pfeifen sind noch 428 original erhalten. Die Disposition lautet:
| I Hauptwerk CD–c3 |        |  |
| Principal         | 8′     |  |
| Vacant            |        |  |
| Gedackt           | 8′     |  |
| Gambe             | 8′     |  |
| Spitzflöte        | 4′     |  |
| Quinte            | 3′     |  |
| Octave            | 2′     |  |
| Tertia            | 1 3⁄5′ |  |
| Mixtur IV–V       | (2′)   |  |

| II Oberwerk CD–c3 |      |  |
| Flöte             | 8′   |  |
| Quintatön         | 8′   |  |
| Vacant            |      |  |
| Principal         | 4′   |  |
| Gedackt           | 4′   |  |
| Spitzflöte        | 2′   |  |
| Mixtur III        | (1′) |  |

| Pedal CD–c1 |     |  |
| Subbaß      | 16′ |  |
| Violon      | 16′ |  |
| Octavbaß    | 8′  |  |
| Posaune     | 16′ |  |